# Olga Bisera
Olga Bisera (nome de batismo:Bisera Vukotić; Mostar, 26 de maio de 1944) é uma atriz, produtora de cinema, jornalista e escritora italiana nascida na antiga Iugoslávia.
Depois de cursar a Academia de Artes Dramáticas em Belgrado, ela estreou no cinema de Hollywood no filme Castle Keep do diretor norte-americano Sydney Pollack e conseguiu um contrato com a Columbia Pictures, mudando-se para Nova York e cursando o Lee Strasberg Theatre and Film Institute, notável por ter entre seus ex-alunos atores como Christopher Walken, Robert DeNiro e Angelina Jolie.
No início dos anos 70, ela mudou-se dos Estados Unidos para a Itália naturalizando-se italiana e onde fundou uma produtora cinematográfica, "Cinemondial", tornando-se uma starlet do cinema italiano, chegando a posar nua para revistas masculinas europeias. Em 1977, fez uma ponta como a bond girl Felicca no filme 007 O Espião Que Me Amava, que se tornou sua aparição internacionalmente conhecida. Abandonou o cinema nos anos 80 e se tornou escritora e jornalista, escrevendo entre outras uma biografia do ex-líder líbio Muammar Gaddafi. Em Roma, fundou o jornal  "Emigranti", onde publica entrevistas com personalidades nacionais e internacionais.